# Comment ça va
Comment ça va – piosenka wydana w 1983 roku przez holenderską grupę The Shorts, pochodzi z singla i albumu o takim samym tytule.
Piosenka opowiada o chłopcu, który spotyka francuską dziewczynę, lecz oni nie mogą się zrozumieć, ponieważ mówią w innych językach.
Utwór pierwotnie był napisany w języku angielskim przez holenderskiego kompozytora Eddy'ego de Heera, producenta Jack Jersey, ale EMI nalegało na wersję holenderską. Wersja holenderska została wydana jako singiel, ale była zaniedbywana przez tamtejsze stacje radiowe. Po sprzedaniu 10 tys. egzemplarzy przy graniu piosenki tylko w pirackich stacjach, zaczęły ją emitować także stacje oficjalne. Po niedługim czasie piosenka zajęła 1. miejsce w holenderskim TOP40. Szybko stała się międzynarodowym hitem ze sprzedażą blisko 4 mln egzemplarzy singli, na których się znajdowała, w językach angielskim, niemieckim, holenderskim, francuskim i hiszpańskim.

## Miejsca na listach przebojów
| Lista przebojów (1983 rok) | Najwyższa pozycja |
| -------------------------- | ----------------- |
| Austriacka lista przebojów | 5                 |
| Holenderska Top 40         | 1                 |
| Norweska lista przebojów   | 8                 |
| Szwedzka lista przebojów   | 6                 |